# Liste der Staatssportarten der Bundesstaaten der Vereinigten Staaten
Folgende Bundesstaaten der USA haben seit 1962 mindestens eine oder mehr Sportarten zum offiziellen State Sport („Staatssport“) erhoben.
Diese Sportarten gelten als bundesstaatliche Wahrzeichen in den jeweiligen Bundesstaaten der Vereinigten Staaten.
| Bundesstaat    | Sportart                                      | Jahr der Ernennung |
| -------------- | --------------------------------------------- | ------------------ |
| Alabama        | Jährliches Herbst-Hufeisenturnier in Stockton | 1992               |
| Alabama        | Alabama Staatsmeisterschaft Pferdeshow        | 1988               |
| Alaska         | Hundeschlittenrennen                          | 1972               |
| Arizona        |                                               |                    |
| Arkansas       |                                               |                    |
| Colorado       | Skifahren, Snowboardfahren                    | 2008               |
| Colorado       | Pack Burro Rennen                             | 2012               |
| Connecticut    |                                               |                    |
| Delaware       | Radfahren                                     | 2014               |
| Florida        | Silver Spurs Rodeo                            | 1994               |
| Georgia        |                                               |                    |
| Hawaii         | Wellenreiten                                  | 1998               |
| Hawaii         | Paddeln mit Auslegerkanu                      | 1986               |
| Idaho          |                                               |                    |
| Illinois       |                                               |                    |
| Kalifornien    |                                               |                    |
| Kansas         |                                               |                    |
| Kentucky       | Kentucky State Tauzieh-Meisterschaft          | 1984               |
| Louisiana      |                                               |                    |
| Maine          |                                               |                    |
| Maryland       | Tjost                                         | 1962               |
| Maryland       | Lacrosse                                      | 2004               |
| Massachusetts  | Basketball                                    | 2006               |
| Massachusetts  | Volleyball                                    | 2014               |
| Michigan       |                                               |                    |
| Minnesota      | Eishockey                                     | 2009               |
| Mississippi    |                                               |                    |
| Missouri       |                                               |                    |
| Montana        |                                               |                    |
| Nebraska       |                                               |                    |
| Nevada         |                                               |                    |
| New Hampshire  | Skifahren                                     | 1998               |
| New Jersey     |                                               |                    |
| New Mexico     |                                               |                    |
| New York       |                                               |                    |
| North Carolina | NASCAR-Rennen                                 | 2011               |
| North Dakota   |                                               |                    |
| Ohio           |                                               |                    |
| Oklahoma       |                                               |                    |
| Oregon         |                                               |                    |
| Pennsylvania   |                                               |                    |
| Rhode Island   |                                               |                    |
| South Carolina |                                               |                    |
| South Dakota   | Rodeo                                         | 2003               |
| Tennessee      |                                               |                    |
| Texas          | Rodeo                                         | 1997               |
| Utah           | Skifahren, Snowboarden                        | 2012               |
| Vermont        | Skifahren, Snowboarden                        | 2012               |
| Virginia       |                                               |                    |
| Washington     |                                               |                    |
| West Virginia  |                                               |                    |
| Wisconsin      |                                               |                    |
| Wyoming        | Rodeo                                         | 2012               |

## Weblink
- Übersicht der einzelnen Staatssportarten der Bundesstaaten der USA (engl.)